# Секулов, Никола
Никола Секулов (макед. Никола Секулов; 18 февраля 2002, Пьяченца, Италия) — итальянский и македонский футболист, полузащитник клуба «Ювентус», выступающий на правах аренды за клуб «Сампдория».

## Клубная карьера
Родившийся в Пьяченце, в семье выходцев из Северной Македонии, Секулов начал свою юношескую карьеру за «Пьяченцу» в 2007 году, оставаясь там до 2012 года, пока не переехал в «Парму». В 2015 году он присоединился к «Про Пьяченца», прежде чем перейти в «Ювентус» в 2016 году.
29 октября 2021 года Секулов продлил свой контракт с «Ювентусом» до 2025 года.
5 июля 2023 года он перешёл в аренду в клуб Серии B «Кремонезе». 12 января 2024 года аренда была досрочно расторгнута.
Дебютировал в серии А 31 марта 2024 года в выездном матче против «Лацио», выйдя на замену вместо Мойзе Кена.

## Международная карьера
Представлял сборную Северной Македонии до 17 лет, а в 2018 году перешёл в сборную Италии. Он представлял сборную Италии на чемпионате Европы среди юношей до 17 лет в 2019 году и дошёл до финала турнира, где Италия уступила Нидерландам.